# Машина медичної евакуації

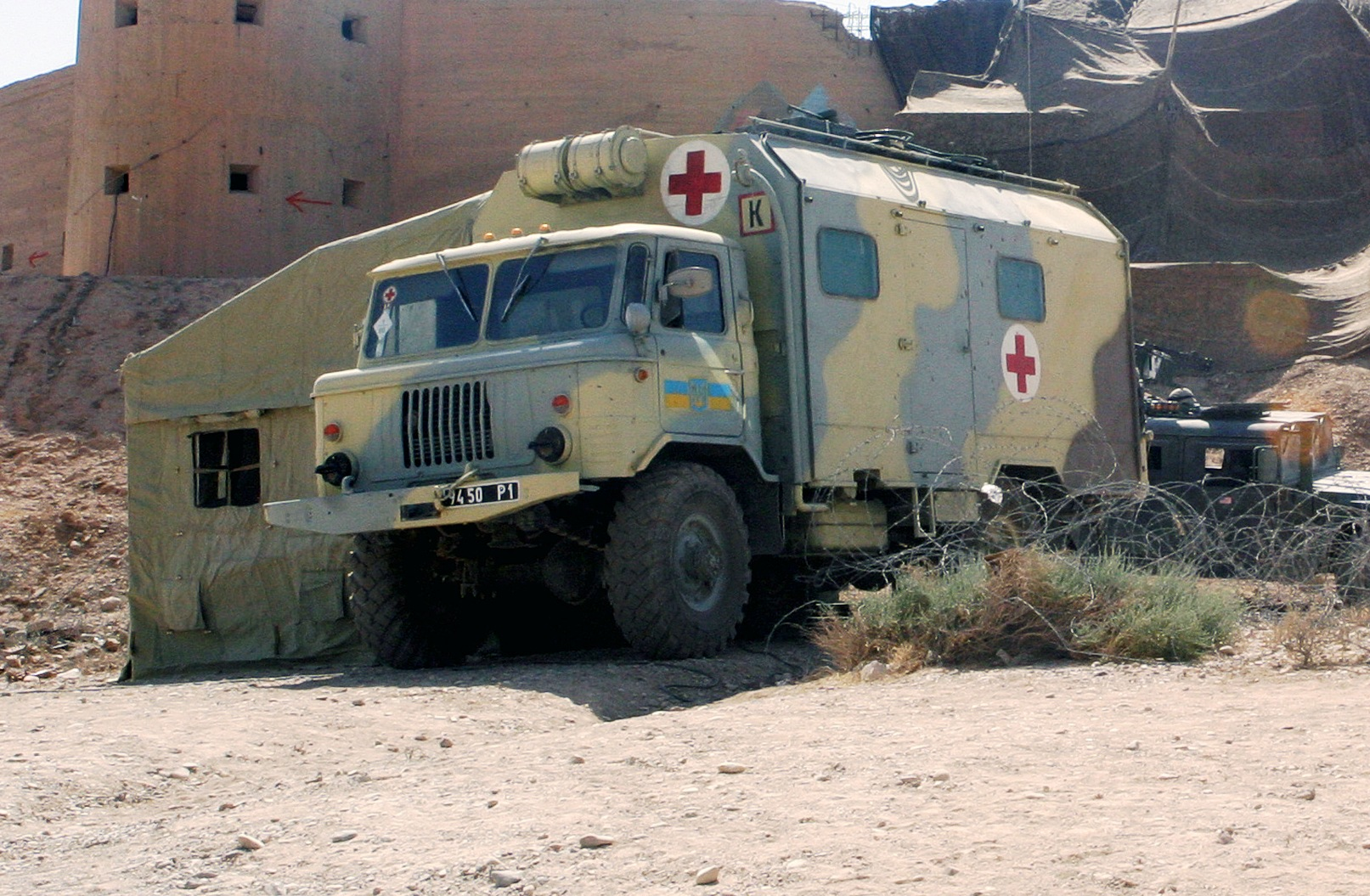
Українська машина медичної евакуації ГАЗ-66. Українська миротворча місія в Іраку. Бадра, Ірак. 24 серпня 2003

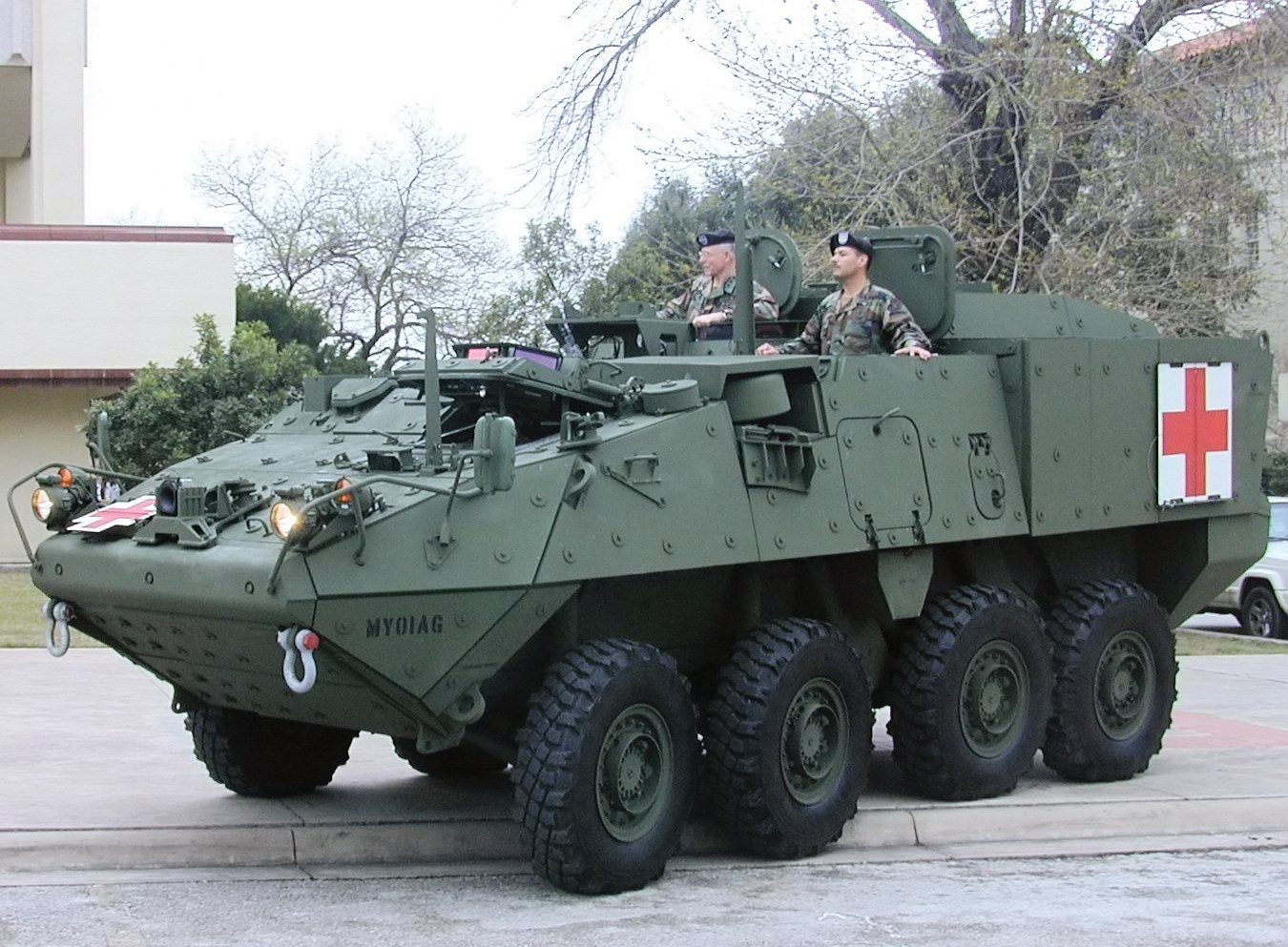
Бронетранспортер-машина медичної евакуації M1133 Stryker виробництва США, належить до сімейства бойових машин «Страйкер». США

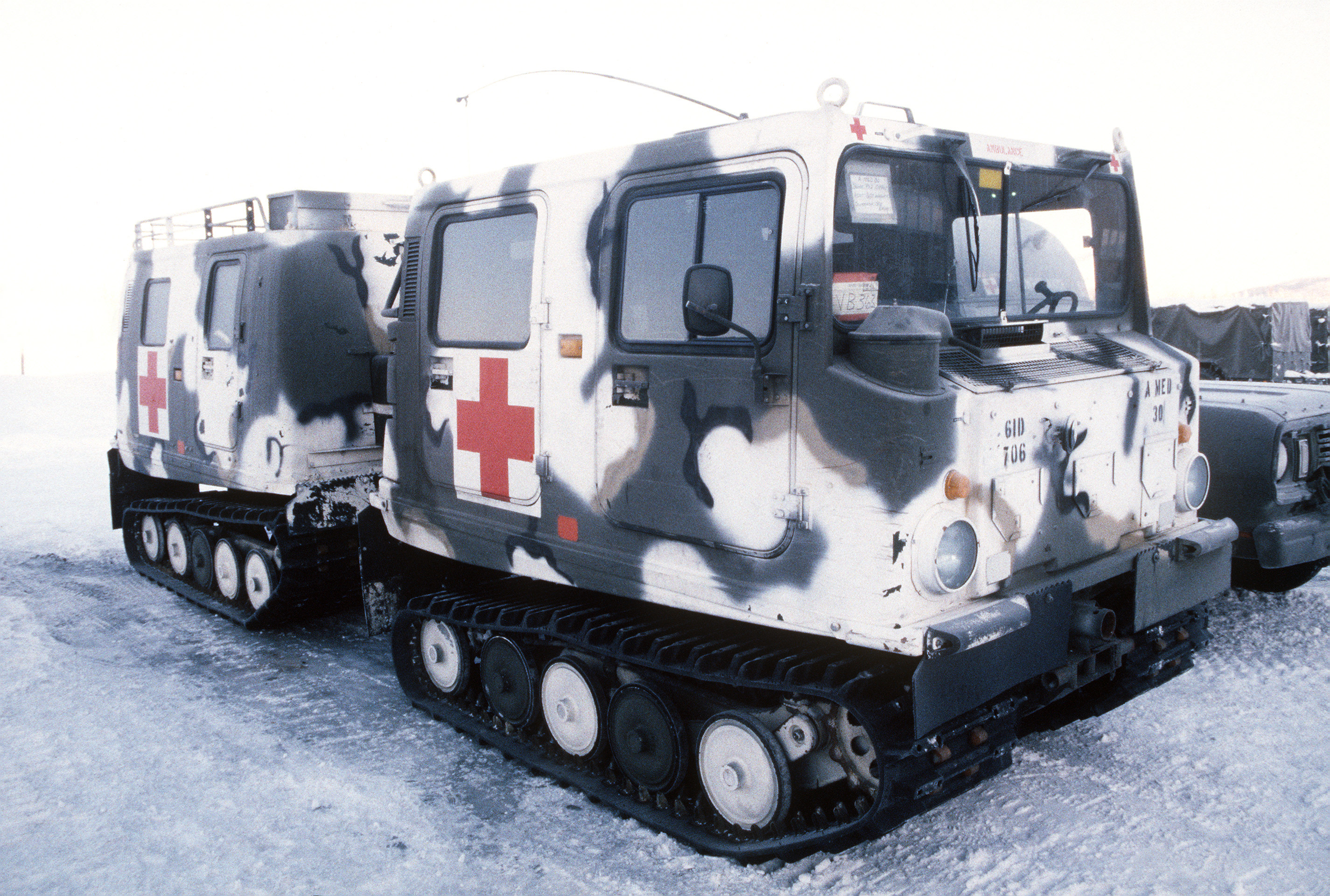
Двосекційний транспортер медичної евакуації Bandvagn 206. 1 січня 1989

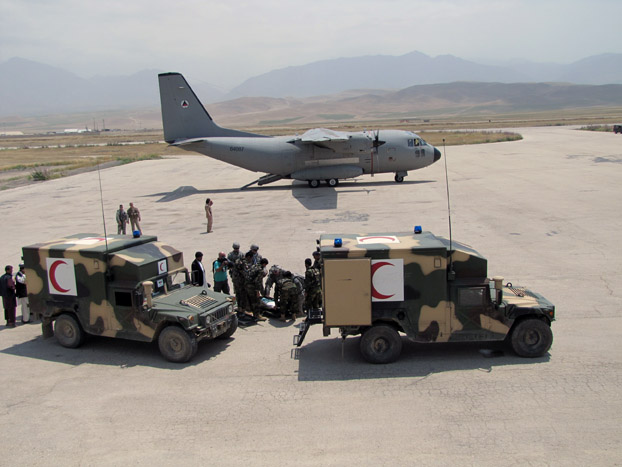
Доставка машинами медичної евакуації поранених Афганської національної армії для перевезення транспортним літаком C-27 «Спартан» до Кабулу. Мазарі-Шаріф, Афганістан. 10 травня 2010

Машина медичної евакуації (також Військовий санітарний транспорт тощо) — уніфікований військовий медичний колісний чи/і гусеничний транспорт, який призначений для доставляння поранених і хворих з району виникнення санітарних втрат на медичні пункти і в лікувальні установи з метою своєчасного і повного надання медичної допомоги та лікування, як правило в смузі ведення воєнних дій.

## Призначення
Машина медичної евакуації виконує основні завдання:
- якнайшвидша доставка поранених і хворих на етапи медичної евакуації, де можуть бути забезпечені надання потрібного виду медичної допомоги та необхідне лікування ;
- забезпечення належної маневреності засобів медичної служби, що перебувають у складі діючої армії.

Для евакуації поранених і хворих застосовуються різні транспортні засоби. Найбільш важкою є евакуація з поля бою. Винос поранених з поля бою здійснюється санітарами, наявними в штатах медичних підрозділів, а також солдатами, які виділяються для цієї мети розпорядженням командирів частин і підрозділів. Для вивезення поранених з поля бою використовуються броньовані медичні машини БММ-1, БММ-2, БММ-3, а також бойові машини (бронетранспортери, бойові машини піхоти), які значно полегшують організацію евакуації під вогнем противника.
Подальша евакуація поранених і хворих ведеться на автомобільному санітарному транспорті, який в даний час є основним засобом медичної евакуації на ділянках між військовими етапами і госпітальною базою фронту.

## Деякі зразки військових машин медичної евакуації
- БММ «Ковчег»
- ЛуАЗ-967М
- БСЕМ-4К
- M997 HMMWV Maxi-Ambulance
- Tumak-7
- УАЗ-452А
- МТ-ЛБ
- Willys M170